# George Hainsworth
George Hainsworth (Toronto, 26 giugno 1895 – Gravenhurst, 9 ottobre 1950) è stato un hockeista su ghiaccio canadese, noto per la sua lunga militanza per i Montreal Canadiens, con cui ha vinto due Stanley Cup. Vinse i primi tre Vezina Trophy come miglior portiere della lega. Nel 1961 è stato indotto, postumo, nella Hockey Hall of Fame.

## Palmarès

### Club
- Stanley Cup: 2

Montreal: 1929-1930, 1930-1931

### Individuale
- Hockey Hall of Fame: 1

1961
- Vezina Trophy: 3

1926-1927, 1927-1928, 1928-1929
- NHL All-Star Game: 1

1934